# Klein-Karlsruhe
Klein-Karlsruhe, regional vor allem als „Dörfle“ bekannt, war zunächst eine Siedlung südöstlich von Karlsruhe, die zeitgleich mit der Stadtgründung und dem Beginn der Arbeiten für den Bau des Karlsruher Schlosses entstand. Im Jahr 1795 erhielt Klein-Karlsruhe den Gemeindestatus. Als erste Eingemeindung Karlsruhes wurde die bis dahin selbständige Gemeinde 1812 in die Stadt eingegliedert. Das ehemalige Gemeindegebiet, das in den 1960er- und 1970er-Jahren saniert wurde, zählt heute zum Karlsruher Stadtteil Innenstadt-Ost und gilt als Altstadt Karlsruhes. Es befinden sich dort zahlreiche Wohngebäude sowie Restaurants und Kneipen, des Weiteren findet sich der Rotlichtbezirk Karlsruhes im nordöstlichen Teil.

## Gebiet

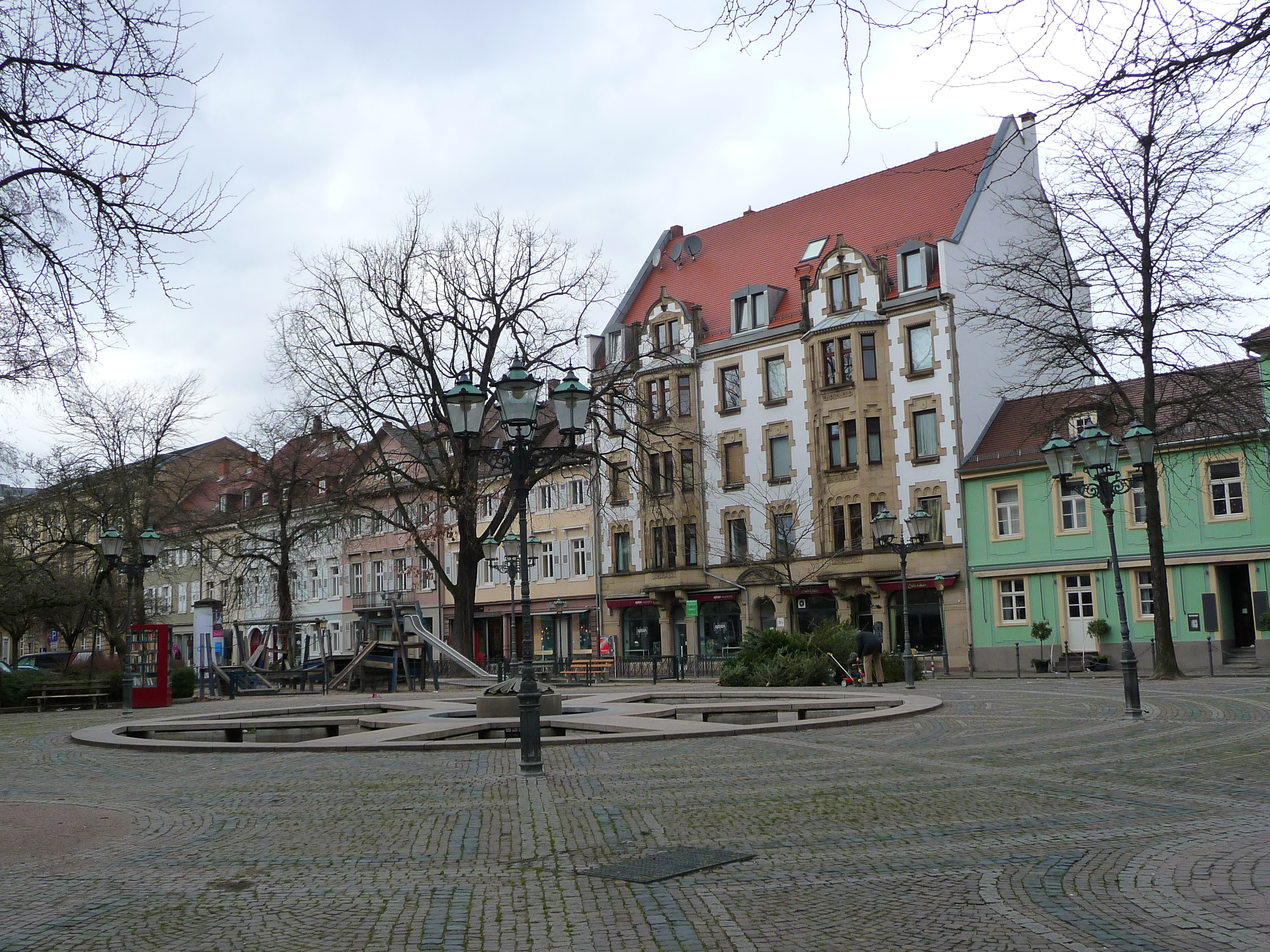
Der Lidellplatz, der 1790 in Klein-Karlsruhe angelegt wurde.

Das Gebiet Klein-Karlsruhes belief sich auf rund neun Hektar. Im Westen wurde es begrenzt durch die Adlerstraße, im Norden durch den östlichen Abschnitt der Kaiserstraße, im Osten durch das Durlacher Tor sowie die nach Südwesten verlaufende Kapellenstraße, die heute den Landgraben überdeckt, und im Süden durch den Mendelssohnplatz und die Kriegsstraße.

## Alternative Bezeichnungen
Es bildeten sich einige alternative Bezeichnungen für Klein-Karlsruhe:
- Dörfle: Die gängigste Bezeichnung für das Gebiet, die heute fast ausschließlich verwendet wird.
- Pfannenstiel: Spitzname, der der Lage an der Verlängerung der Straße geschuldet ist, die den Abschluss des fächer- oder pfannenförmigen Karlsruher Grundrisses bildet.
- Kalabrich: Bezeichnung in Anlehnung an die Herkunft zahlreicher italienischer Baufacharbeiter aus Kalabrien.
- Geflügelviertel: Der westliche Teil, in dem sich einige Straßen mit Tiernamen befanden bzw. befinden (Schwanen-, Adler-, Fasanen-, Entenstraße).

## Geschichte

### Eigenständige Siedlung und Gemeindestatus
Klein-Karlsruhe entstand zunächst als Siedlung zeitgleich mit der Stadtgründung Karlsruhes und dem Beginn der Arbeiten für den Bau des Karlsruher Schlosses. Im Jahr 1718, 3 Jahre nach der Stadtgründung, bestand die Siedlung aus 78 Gebäuden, hauptsächlich  Steinbaracken, Bretterhütten und zeltartige Notunterkünfte, mit 360 Einwohnern. Im Laufe der 1720er-Jahre entstand die erste Schule.
In den 1780er Jahren existieren bereits Ansätze einer eigenen Verwaltung in Form einer Gemeindekasse zur Erhebung von Abgaben sowie Gebühren. Ab 1789 stand der Siedlung ein Bürgermeister vor, daneben existierten ein Gemeinderechner und ein Gerichtsmann. Ab dem Jahr 1793 fand sich außerdem eine Pfarrstelle, allerdings gab es vor Ort nie eine eigene Kirche.
Bis 1795 besaß Klein-Karlsruhe weder einen Rechtsstatus noch eine offizielle eigene Verwaltung. Alle Einwohner waren Hintersassen und mussten als solche zunächst verschiedensten Dienste für den Markgrafen erbringen beziehungsweise ab 1752 Geldleistungen leisten. Am 21. September 1795 erhielt Klein-Karlsruhe den Gemeindestatus und damit das Recht zur Gewährung des Bürgertitels, welcher für selbständige Einwohner mit einem Vermögen von über 200 Gulden galt.
Zu diesem Zeitpunkt gestaltet sich eine Weiterentwicklung als jeweils selbständige Gemeinden Karlsruhe und Klein-Karlsruhe jedoch durch die bauliche Verflechtung und die verwischten Siedlungsgrenzen als immer schwieriger.

### Eingemeindung
Im Jahr 1802 wurde von der Regierung eine Kommission eingesetzt, die eine Vereinigung der beiden Gemeinden vorbereiten sollte. Unter den Karlsruher Einwohnern kamen zu diesem Zeitpunkt starke Bedenken gegen eine solche Vereinigung auf, insbesondere wegen der wahrscheinlichen hohen Kosten durch die schlechte finanzielle Lage Klein-Karlsruhes. Demgegenüber forderten die Klein-Karlsruher im Falle einer Vereinigung eine Übernahme aller Bürger in das Stadtbürgerrecht sowie die Aufnahme der Handwerker in die Zünfte und weiterhin selbständige Institutionen. Als bis 1809 keine Vereinigung durchgesetzt werden konnte, ersuchte Klein-Karlsruhe eine bedingungslose Eingemeindung, da die steigenden Kosten nicht erbracht werden konnten. Dies führte zu einem Edikt zur Eingemeindung im September 1810, welches erst im Oktober 1812 verkündet wurde.
Der Eingemeindungsvertrag sah keinerlei Privilegien für die Einwohner Klein-Karlsruhes oder Investitionen in die Gemeinde vor. Die Klein-Karlsruher Bürger mussten für ihren Eintritt in Karlsruher Bürgerrecht wie Neubürger 1.200 Gulden Vermögen nachweisen. Diese Voraussetzung erfüllten allerdings nur vier Bürger, die übrigen wurden zu Hintersassen. Insgesamt wuchs die Karlsruher Einwohnerschaft, die sich zu diesem Zeitpunkt auf ca. 7.700 belief, durch die Eingemeindung um etwa 3.000, die Gemarkung wuchs um 9 Hektar. Klein-Karlsruhe wurde durch einen eigenen Anwalt im Stadtrat vertreten. Außerdem wurde die Schaffung einer zweiten Bürgermeisterstelle nötig, wodurch ein Oberbürgermeister ernannt werden musste. Der zweite Bürgermeister Bernhard Dollmaetsch erhielt zum Dank für die Verdienste um die Eingemeindung einen Ehrenpokal der Klein-Karlsruher.

### Entwicklung als Stadtteil
In den 1820er Jahren begann sich die Prostitution in der Stadt in Klein-Karlsruhe zu konzentrieren, ab 1875 beschränkte diese sich größtenteils auf dessen östlichen Teil. Kurze Zeit später kam die Überlegung aus, die Kleine Spitalstraße beziehungsweise später Entengasse durch Tore abzusperren und so einen abgetrennten Rotlichtbereich zu schaffen. 1966 beschloss der Gemeinderat schließlich, die Prostitution in der Altstadt zu konzentrieren.
Zur Zeit des Dritten Reichs wurden circa 150 Sinti im „Dörfle“ zwangsweise in Wohnungen eingewiesen und lebten in einer Art Ghetto zusammen mit ärmeren Juden. Daran erinnern heute auf dem Gebiet einige Stolpersteine.
Während des Zweiten Weltkriegs wurden weite Teile der Innenstadt zerstört, wohingegen die Altstadt größtenteils verschont blieb. Deswegen war das Gebiet nach Kriegsende übervölkert.

### Sanierung

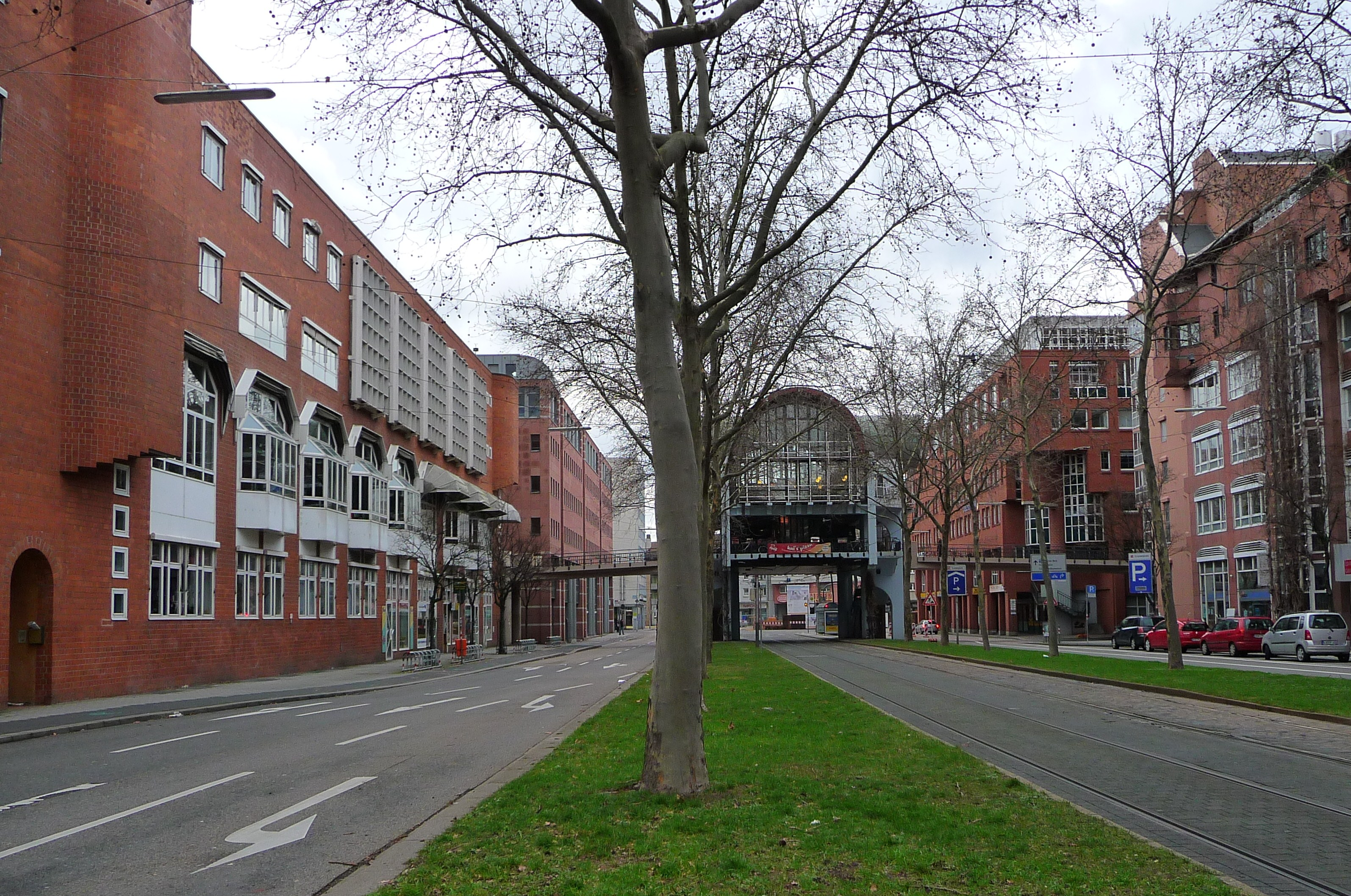
Die im Rahmen der Dörfle-Sanierung angelegte Fritz-Erler-Straße

In Klein-Karlsruhe herrschten zunächst keine Vorgaben für modellmäßiges Bauen, ganz im Gegenteil zur Planstadt Karlsruhe. Dadurch entstanden ineinander geschachtelte und aneinandergelehnte primitive Unterkünfte, die mit dem Anstieg der Einwohnerzahl eine immer größere Fläche einnahmen. Seit der Eingemeindung galt Klein-Karlsruhe als Armen- und Problemviertel. Die Gebäude waren unzureichend instand gehalten, zum Teil fehlten den Häusern Bäder und direkte Wasserzugänge.
Ende der 1950er Jahre wurde daher eine Sanierung geplant. Ab 1962 oblag die Durchführung der Sanierung zunächst der „Gemeinnützigen Aktiengesellschaft für Angestellen-Heimstätten“ (GAGFAH), welche eine Flächensanierung des Gebiets vorsah, eine Bürgerbeteiligung fand praktisch nicht statt.
Für einen großflächigen Abriss der existierenden Bebauung, zunächst im westlichen Teil, wurden 3000 Einwohner umgesiedelt, unter anderem in die anderen Stadtteile Oberreut, Durlach, Grünwinkel sowie Rintheim. Das ursprüngliche Straßenbild begann zu verschwinden. So befindet sich die neu entstandene Fritz-Erler-Straße, bestehend aus vier Fahrstreifen, zwei Straßenbahngleisen sowie auf beiden Seiten einem Gehweg und zum Teil Parkstreifen, auf ehemals bebautem Gebiet. Während vor der Sanierung noch über 400 Betriebe mit knapp 2000 Arbeitsplätzen im Gebiet ansässig waren, reduzierte sich diese Zahl bis 1972 auf weniger als 200 Betriebe mit etwas unter 800 Arbeitsplätzen.
Mit fortschreitenden Arbeiten nahm die öffentliche Kritik an der Flächensanierung zu. Das führte dazu, dass die Stadt Karlsruhe Ende der 1960er Jahre schließlich den Architekten Nikola Dischkoff damit beauftragte, einen internationalen städtebaulichen Wettbewerb auszurichten. Gewinner des Wettbewerbs war das Architekturbüro Hilmer & Sattler. Der Entwurf sah eine Neuorientierung von der bisherigen Flächensanierung hin zu einer Objektsanierung vor, durch welche der bisher unversehrte Teil östlich der Waldhornstraße beibehalten werden sollte. Im Zuge dieser Neuorientierung übernahm ab 1971 die „Neue Heimat Baden-Württemberg“ die Durchführung der Sanierung. Zum Ende der Sanierung waren etwa zwei Drittel der Bauwerke abgerissen worden.

## Bevölkerung
| Jahr | Einwohner   |
| ---- | ----------- |
| 1718 | 360         |
| 1775 | 1.720       |
| 1812 | 3.000       |
| 1900 | über 18.000 |
| 1961 | 6.646       |
| 1974 | 2.225       |

Die Bevölkerung bestand zunächst hauptsächlich aus Arbeitern der im Aufbau befindlichen Stadt Karlsruhe. Nach und nach ließen sich weitere, hauptsächlich arme Menschen in der Siedlung nieder, unter anderem niedere Hofdiener, jüdische Trödler, Wirte, Handwerker und Soldaten, sodass die Bevölkerung stetig zunahm. Während Klein-Karlsruhe im Jahr 1718 360 Einwohnern zählte, waren es 1775 1.720 Einwohner. Um 1790 setzte sich die Bevölkerung aus einer Mehrheit an Tagelöhner und Soldaten (60 Prozent) sowie Hofbediensteten (20 Prozent) und Handwerkern und Trödelhändlern (17 Prozent) sowie einige wenige Wirte (3 Prozent) zusammen.
Zum Zeitpunkt der Eingemeindung 1812 wies die Gemeinde 3.000 Einwohner auf. Diese Zahl stieg bis 1900 auf über 18.000, die mit Abstand größte Bevölkerungsdichte aller damaligen Stadtteile. Da Klein-Karlsruhe im Zweiten Weltkrieg weitgehend verschont blieb, war der Stadtteil nach Kriegsende stark überbevölkert.
1961, vor der Sanierung, wies das Gebiet 6.646 Einwohner auf. Im Zuge der Umsiedlung vieler Bewohner und dem Abriss großer Teile des Stadtteils schrumpfte die Einwohnerschaft auf 2.225 im Jahr 1974.